# Molve
Molve su općina u Hrvatskoj. Nalaze se u Koprivničko-križevačkoj županiji.

## Zemljopis
Općina se nalazi na desnoj obali rijeke Drave, osim naselja Repaš, koje se nalazi u Prekodravlju. Kroz općinu prolazi državna cesta D210, koja ju spaja s Virjem na jugu i Golom na sjeveru.

## Stanovništvo
Prema popisu stanovništva iz 2021. općina je imala 1784 stanovnika, raspoređenih u 4 naselja:
- Čingi-Lingi – 19
- Molve – 1207
- Molve Grede – 201
- Repaš – 357

| broj stanovnika | 2119  | 2490  | 2744  | 3220  | 3778  | 4097  | 3834  | 3739  | 3692  | 3569  | 3460  | 3243  | 2836  | 2487  | 2379  | 2189  | 1767  |
|                 | 1857. | 1869. | 1880. | 1890. | 1900. | 1910. | 1921. | 1931. | 1948. | 1953. | 1961. | 1971. | 1981. | 1991. | 2001. | 2011. | 2021. |

| broj stanovnika | 2119  | 2490  | 2744  | 2365  | 2604  | 2555  | 2326  | 2207  | 2159  | 2130  | 2079  | 2028  | 1769  | 1596  | 1536  | 1432  | 1195  |
|                 | 1857. | 1869. | 1880. | 1890. | 1900. | 1910. | 1921. | 1931. | 1948. | 1953. | 1961. | 1971. | 1981. | 1991. | 2001. | 2011. | 2021. |

## Uprava
Načelnik Općine je Zdravko Ivančan (HSS).
Općina je podijeljena na četiri mjesna odbora: Molve, Molve Grede, Repaš i Gornja Šuma (za naselje Čingi-Lingi te dio naselja Molve koji obuhvaća zaseoke Gornja Šuma i Molve Ledine).

## Povijest
Ime Molve dolazi od mlinova na rijeci Dravi i njenim pritocima. Iako se posrednim putem može saznati da su Molve postojale u 13. stoljeću, prvi put se pouzdano spominju 1330. Prema ispravi iz 1366. vidi se da je u Molvama bilo središte maloga istoimena feudalnog posjeda, koji 1397. kralj Žigmund daje sinovima Ivana od Kanjiže. U 15. st. ulaze u sastav Koprivničko-đurđevačko-prodavičkog vlastelinstva. Kapela čudotvorne Majke Božje Molvarske se spominje od 1501. Iz srednjovjekovne kapele sačuvao se drveni gotički kip Majke Božje, nastao oko 1470. godine. Čudotvornost kipa je Molve pretvorilo u marijansko svetište i središte hodočašćenja vjernika. Selo i kapelu su opustošile Osmanlije, a stanovništvo se pred njima iseljava. Tijekom demografske obnove Podravine, sredinom 17. stoljeća, dolazi do obnove Molva, a selo su naselili stanovnici iz susjednih naselja te iz Hrvatskog zagorja i Međimurja. Župa je osnovana 1665., a župna crkva Uznesenja Blažene Djevice Marije na nebo građena je od 1855. do 1863. Sagrađena je zahvaljujući nastojanjima generala Ignaca Čivića prema projektima arhitekta Franje Kleina, jednog od najvažnijih predstavnika romantizma u Hrvatskoj. Riječ je o jednoj od najvećih i najreprezentativnijih crkava podignutih u Hrvatskoj u 19. stoljeću. Najveći dio inventara crkve nastao je krajem 19. i početkom 20. stoljeća za župnika Blaža Tomašića. Glavni oltar naručen u Tirolu i izgrađen u radionicama čuvenog kipara Ferdinanda Stuflessera, dopremljen u Molve 1897. godine zajedno s četiri velika kipa: sv. Lucije, sv. Barbare, sv. Roka i sv. Florijana. 
Nakon razvojačenja Đurđevačke pukovnije 1871. Molve postaju središte općine. Godine 1904./05. osnovana je jedna od prvih mjesnih organizacija HPSS-a. U 1974. pronađeno je nalazište zemnog plina, jedno od najvažnijih u Hrvatskoj, a 1978. počela je njegova eksploatacija. Molve su jedno od središta hrvatskoga naivnog slikarstva s galerijom osnovanom 1994.

## Gospodarstvo
Eksploatiranje nalazišta zemnog plina. Poznato plinsko i plinsko-kondeznatno polje Molve, otkriveno u drugoj polovici 1970-ih, koje proizvodi 30% plina za Hrvatsku i ima najmoderniji pogon za preradu plina u ovom dijelu Europe.

## Poznate osobe
- msgr. dr. Đuro Kokša, biskup[8]
- Juraj Magjerec, hrv. prezbiter, dugogodišnji rektor i predsjednik Bratovštine sv. Jeronima za pomoć hrvatskim izbjeglicama.
- Dubravko Ivančan, pjesnik
- dr. Ivan Ivančan, etnolog
- Mijo Kovačić, naivni slikar
- Franjo Novaković, političar
- Juraj Tomac, prezbiter i političar
- Rudolf Špoljar, učitelj i likovni umjetnik
- Marija Tarzicija Fosić, časna sestra, skladateljica, orguljašica

## Obrazovanje
- Osnovna škola Molve

## Kultura
- Marija fest, festival marijanskih pjesama
- KUD Molve
- Hrvatsko nacionalno svetište gdje se slavi sv. Filomena, gdje je jedini kip te svetice u Hrvatskoj. Hodočasti joj se od 2008., nakon što su Molvarci, točnije molvarski župnik fra Ivan Poleto, 2007. otkrili sazidanog u svojoj župnoj crkvi ispod pokrajnjeg oltara sv. Antuna kip sv. Filomene, jedini kip u Hrvatskoj te svetice.[9]
- predloženi hidrološki spomenik prirode Čingi-Lingi

## Šport
- NK Mladost Molve

## Vanjske poveznice
- Službena stranica Općine Molve
- Zavod za prostorno uređenje Koprivničko-križevačke županije  Arhivirana inačica izvorne stranice od 15. prosinca 2010. (Wayback Machine) Prijedlozi zaštićenih područja prirode: Čingil-Lingi
- Službeni glasnik Koprivničko-križevačke županije[neaktivna poveznica] Čingi-Lingi
- Župa Uznesenja Blažene Djevice Marije, Molve
- Marija fest, Festival marijanskih pjesama, Molve
- Damjanović, Dragan, Djelovanje arhitekta Franje Kleina u Varaždinsko-đurđevačkoj pukovniji (1851.-1859.), "Prostor: znanstveni časopis za arhitekturu i urbanizam", 17 (2009), 1 (37); 64-77